# Kristian Lundberg
Nils-Kristian Lundberg, född 6 februari 1966 i Malmö, död 27 april 2022 i Skurups distrikt, var en svensk författare och litteraturkritiker. Han debuterade som författare 1991 och publicerade ett tjugotal böcker inom skilda genrer. Som poet och prosaist utvecklade han, framförallt under 2000-talet, en tydligt kristen tematik. Hemstaden Malmö blev också ett återkommande motiv.

## Biografi
Kristian Lundberg växte upp i Malmö och framför allt i området kring Värnhem, där han gick i Rörsjöskolan, med en sjuk mor och en frånvarande far och fyra syskon. Han flackade sedan omkring på flera olika adresser, och har beskrivit hur han från tonåren hade ett allvarligt alkoholmissbruk som bröts när han 26 år gammal fick en son.
Han blev under 1980- och 1990-talen medlem i poesigruppen Malmöligan. Han sökte sig också alltmer till en växande kristen livssyn, där han också genomgick olika faser från en högkyrklig och katolsk längtan efter stramhet och ordning till en alltmer liberal, radikal allkärlekssträvan. Han såg sitt livsverk som ett slags tjänstgöring för ett större sammanhang, vilket också ofta genomsyrar hans författarskap. Han kallade sig senare också kulturkonservativ och samtidigt kulturradikal. I en artikel i Svenska Dagbladet i augusti 2021 tog han klart avstånd från politiska rörelser åt vänster och betecknade sig som politiskt konservativ.
Lundberg debuterade 1991 med boken Genom september och utgav därefter prosaböcker och diktsamlingar, ofta mer än en om året, och erhöll en rad priser och utmärkelser. Diktsamlingen Job nominerades till Augustpriset år 2005 i den skönlitterära klassen.
I december 2006 blev han omtalad genom att recensera en outgiven bok. Britt-Marie Mattssons Fruktans makt fanns med i Piratförlagets höstkatalog med ett referat av handlingen, men hon hann aldrig skriva boken. Ändå omnämndes den i en samlingsrecension och gavs ett negativt omdöme av Lundberg i Helsingborgs Dagblad. Efter denna incident började han arbeta som timanställd i Malmö hamn, något som han vid sidan av uppväxtens år skildrar i romanen Yarden från 2009. År 2011 utkom den fristående fortsättningen Och allt skall vara kärlek. Yarden har också bearbetats till teaterpjäs för Radioteatern och scenmonolog på Malmö stadsteater 2012 och används av Arbetsmiljöverket som kurslitteratur. I början av 2016 kom långfilmen Yarden i filmatisering av  Måns Månsson.
I mars 2022 gästade Kristian Lundberg SVT:s Fråga doktorn för att prata om sina två demenssjukdomar - Lewy body och hydrocefalus.

## Priser och utmärkelser
- 1998 – Aftonbladets litteraturpris
- 2001 – De Nios Vinterpris
- 2005 – Lydia och Herman Erikssons stipendium[15]
- 2010 – Ivar Lo-Johanssons personliga pris[16]
- 2011 – Litteraturpris till Pär Lagerkvists minne[17]
- 2011 – Aniarapriset[18]
- 2011 – Sydsvenska Dagbladets kulturpris[6]
- 2012 – Sveriges Radios romanpris för Och allt skall vara kärlek[19]
- 2013 – Signe Ekblad-Eldhs pris[20]
- 2013 – Bibelsällskapets bibelpris
- 2013 – Sigtunastiftelsens författarstipendium
- 2014 – ABF:s litteratur- & konststipendium[21]
- 2014 – Lars Ahlin-stipendiet[22]
- 2019 – Gustaf Fröding-sällskapets lyrikpris[23]